# Crocidura olivieri
Crocidura olivieri is een zoogdier uit de familie van de spitsmuizen (Soricidae). De wetenschappelijke naam van de soort werd voor het eerst geldig gepubliceerd door Lesson in 1827.